# 篠原誠一郎
篠原 誠一郎（しのはら せいいちろう、1884年（明治17年）5月11日 - 1972年（昭和47年）7月8日）は、大日本帝国陸軍軍人。最終階級は陸軍中将。功二級

## 経歴
1884年（明治17年）に群馬県で生まれた。陸軍士官学校第17期卒業。1931年（昭和6年）に陸軍歩兵大佐に進級。第16師団司令部附となり、大谷大学に配属された。1933年（昭和8年）に歩兵第40連隊長に就任し、満州事変に出動。討伐戦に当たった。
1936年（昭和11年）に陸軍少将に進級し、歩兵第15旅団長に転じる。1938年（昭和13年）に第1国境守備隊長を経て、1939年（昭和14年）3月に陸軍中将に進級し、関東軍司令部附となる。同年5月に第116師団長に親補され、日中戦争に出動。安慶に駐屯し、治安維持に当たるとともに、揚子江岸冬期作戦、春期皖南作戦、秋期皖南作戦、皖浙作戦、大別山作戦などで指揮を執り、戦果を収めた。1941年（昭和16年）に参謀本部附となり、1942年（昭和17年）4月2日に予備役に編入された。
1944年（昭和19年）7月1日に陸軍司政長官に発令され、第29軍軍政監部附となった。
1947年（昭和22年）11月28日、公職追放仮指定を受けた。

## 栄典
位階
- 1941年（昭和16年）2月24日 - 正四位[7]